# Sundische Mark
Sundische Mark (auch: Mark sundisch) war der Name einer Rechnungswährung, auf deren Grundlage von 1319 an in der norddeutschen Hansestadt Stralsund Münzen geprägt und verwendet wurden.
Stralsund erhielt 1319 das Münzrecht durch Wizlaw III., den Fürsten von Rügen. Dieser sicherte den Stralsundern zunächst zu, dass die Sundische Mark (der Name rührt von der Lage am Strelasund, der auch der Stadt ihren Namen gab) als einzige Währung in Stralsund und im Fürstentum Rügen gültig sein sollte. Die Mark sundisch war unterteilt in 16 Silber-Schillinge (solidus), der Schilling jeweils in 12 Pfennige (denarius). Am 3. Dezember 1325 bestätigte Wartislaw IV., der Herzog von Pommern, der Stralsund nach dem Aussterben des rügenschen Fürstenhauses übernommen hatte, der Stadt das Münzrecht „für ewige Zeit“.
Schon bald jedoch drang auch die Lübische Mark (die spätere Courantmark) in den Raum um Stralsund und war aufgrund ihres höheren Wertes begehrter (zeitweise war sie bis zu dreimal so viel wert). Im Jahr 1378 bekam man für 1000 Sundische Mark 660 Mark lübisch. Der Wert zur Kölner Silbermark betrug im Jahr 1324 2,50 Mark sundisch.
Stralsund schloss sich 1381 zeitweilig auch dem Wendischen Münzverein an.
Am 6. Februar 1403 schloss Stralsund mit den Städten Lübeck, Hamburg, Lüneburg und Wismar einen Vertrag, angelegt auf zehn Jahre, wonach die Stralsunder Münze Wittenpfennige von vier Lübecker Pfennigen prägen durfte. Von den geschlagenen hohlen Pfennigen sollten drei so viel wie zwei Lübecker wert sein. Neben den Witten wurden in Stralsund Sundische Sechspfennigstücke oder auch Sechslinge geprägt, bei denen es sich um die pommerschen Großpfennige handelt. Schon im Jahr 1406 wurde Stralsund bei einem neuen Vertrag nicht mehr berücksichtigt, da die Stralsunder sich nicht zu dem schweren Münzfuß bereiterklären wollten und die Münze zudem zu geringhaltige Münzen lieferte: Das Stralsundische Geld war schlecht geschrotet.
Stralsund schloss sich am 9. Oktober 1425 einem bereits seit 1424 zwischen Dänemark und den Städten des Wendischen Münzvereins bestehenden Vertrag an.
1489 wurde das pommersche Münzwesen durch Bogislaw X. neu geordnet. Er entzog allen pommerschen Städten das Münzrecht. Die Ausnahme war Stralsund, das sich erst im Rostocker Rezess von 1504 verpflichten musste, nach des Herzogs Schrot und Korn zu münzen und die städtische Münze nur gleichzeitig mit der herzoglichen zu betreiben, was das Ende für den Sundischen Münzfuß bedeutete. Bogislaw X. ließ den pommerschen Gulden prägen, der für 3 Mark sundisch galt.